# Glélé

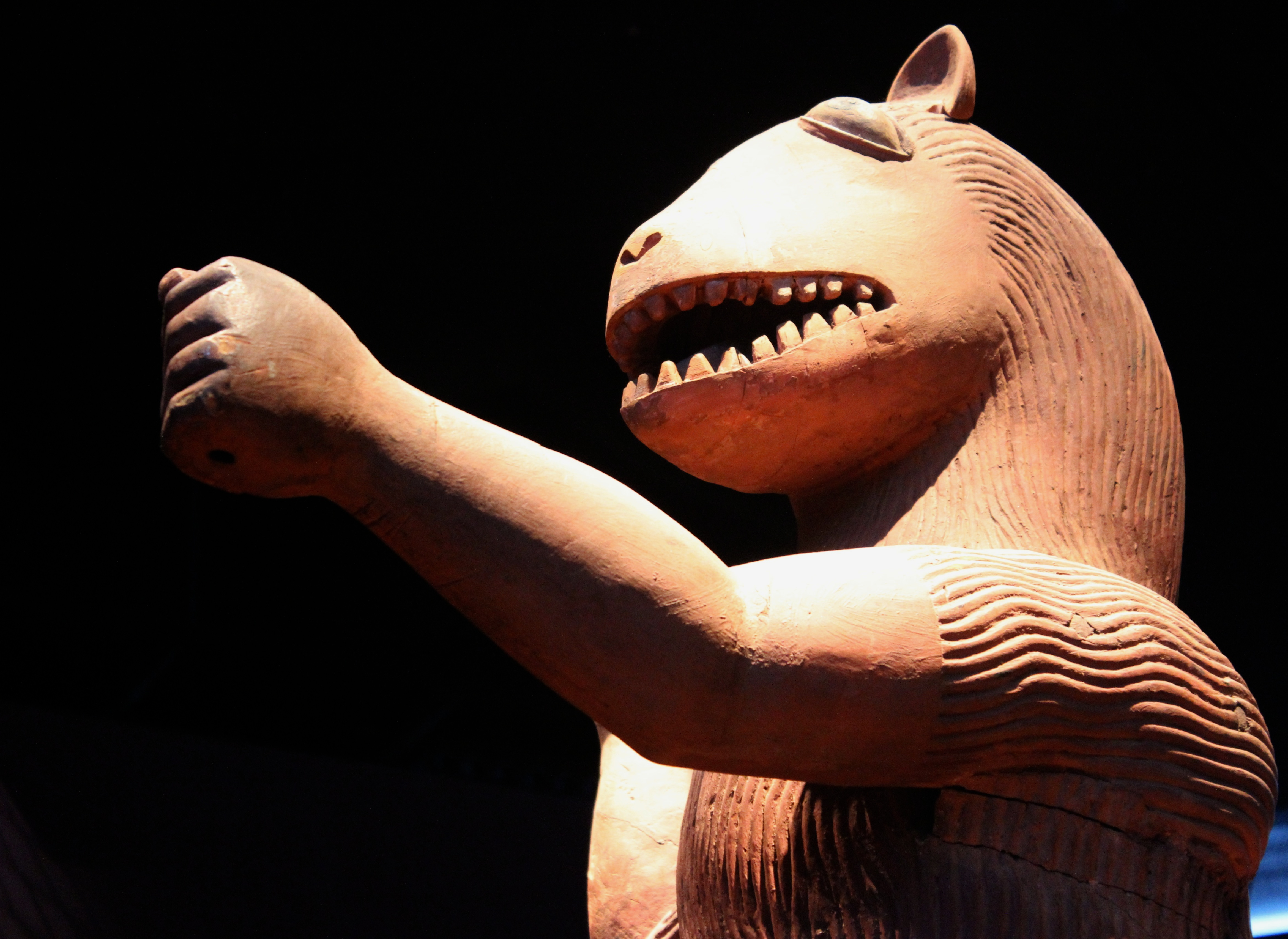
Statue von König Glele mit Löwenkopf dargestellt (zw. 1858–1889) aus den Königspalästen von Abomey, heute als Beutekunst in Paris

Glélé (* wohl 1814; † 29. Dezember 1889) war der elfte König von Dahomey und regierte von 1858 bis 1889.

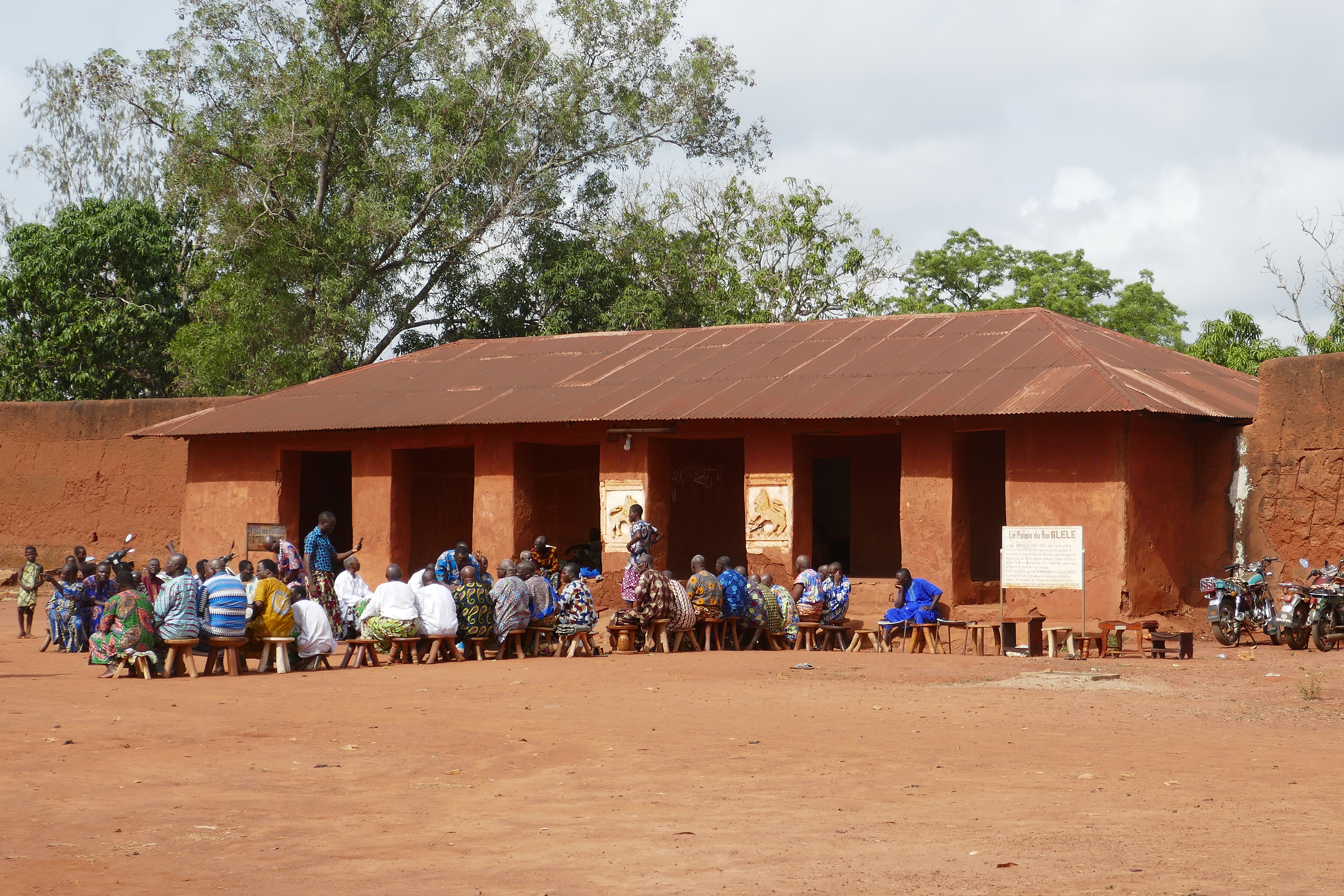
Ehemaliger Palast des Königs Glele, jetzt Sitz des Historischen Museums

König Glélé herrschte in der Hauptstadt des Reiches Abomey als Nachfolger seines Vaters, König Gezos, über ein dank des Sklavenhandels mit Brasilien und Kuba prosperierendes Reich. Zu Konflikten kam es immer wieder mit den Briten, da diese den Sklavenhandel seit 1818 verboten hatten und zudem Anspruch auf das Land erhoben. Deshalb lehnte sich Glélé auch bei den Franzosen an und schloss mit ihnen 1878 einen Vertrag zur Abtretung des Gebietes von Cotonou.
Die Überreste seines Palastes aus Lehm sind seit 1944 ein Museum.